# Václav Erben
Václav Erben (2. listopadu 1930 Náchod – 19. dubna 2003 Dobříš) byl český spisovatel, známý zejména svými detektivními příběhy s kapitánem Exnerem (14 příběhů) a trilogií z doby krále Jiřího z Poděbrad.

## Život
Absolvoval Obchodní akademii v Náchodě a divadelní dramaturgii a rozhlasovou režii na pražské DAMU. Pracoval jako novinář, redaktor a do roku 1990 jako dramaturg ve Filmovém studiu Barrandov. Psal od poloviny 60. let, debutoval povídkami psanými pro rozhlas. Kromě detektivek, z nichž mnohé byly zfilmovány nebo inscenovány v Československé televizi, psal také psychologická a historická díla.
Od roku 1947 až do roku 1989 člen KSČ (byl i místopředsedou ZO KSČ ve Filmovém studiu Barrandov), po sovětské okupaci ČSSR v srpnu 1968 normalizační publicista, činný v propagaci branně-bezpečnostní politiky komunistického státu. V listopadu 1989 se stal předsedou České asociace autorů detektivní literatury. 
Od roku 1993 působil tři roky jako tiskový mluvčí předsedy ČSSD. V roce 1996 neúspěšně kandidoval do Senátu ve volebním obvodě Ústí nad Orlicí (skončil v 1. kole na 3. místě se ziskem necelých 18 % hlasů).
V 90. letech se věnoval rovněž publicistické činnosti, psal především komentáře do deníku Právo.
Od roku 1997 do února 2000 byl členem Rady České televize za ČSSD. Byl manželem matky političky ČSSD Petry Buzkové. Jeho ostatky jsou uloženy na hřbitově v rodném Náchodě.

## Dílo

### Různá témata a žánry
- Bez civilu (1961), povídky z vojenského prostředí
- Adéla (1962), novela v časopisu Tvorba
- Srdce nebylo zasaženo (1963), román z vojenského prostředí
- Orlí dvůr (pouze rukopis), román
- Týden žurnalisty Korina (1971)
- Paměti českého krále Jiříka z Poděbrad (3 díly 1974, 1977 a 1981), historické
- Trapný konec rytíře Bartoloměje (1984), historické
- Podivuhodný oddechový čas Richarda Bartoně (1988), román
- Šest pohádek od Václava Erbena (1989), pohádky
- O strašidlech (2002), pohádky

### Detektivky s kapitánem Exnerem
Známé jsou zejména detektivky, ve kterých vystupuje neortodoxní příslušník Kriminální služby VB kpt. JUDr. Michal Exner:
- Poklad byzantského kupce (1964, zfilmováno 1966 – v hlavní roli Jiří Vala).[1][2]
- Znamení lyry (1965): zfilmováno jako součást seriálu Kapitán Exner (2017).
- Bláznova smrt, v Rudém právu na pokračování pod názvem Smrt Jana Krempy (1967, televizní film z roku 1973 – v hlavní roli Petr Kostka).[3][4] Znovu zfilmováno jako součást seriálu Kapitán Exner (2017).
- Vražda pro zlatého muže (1969).
- Efektivně mrtvá žena (1970, zfilmováno 1979 pod názvem Čas pracuje pro vraha – v hlavní roli František Němec).[5]
- Na dosah ruky (1971): zfilmováno jako součást seriálu Kapitán Exner (2017).
- Pastvina zmizelých (1971).
- Osamělý mrtvý muž (1975), původně v Mladé frontě pod názvem Kopyta osla Kiang (1972): zfilmováno jako součást seriálu Kapitán Exner (2017).
- Dialogy pro klarinet, cimbál a bicí nástroje (1975, televizní film 1986 – v hlavní roli Karel Heřmánek).
- Smrt talentovaného ševce (1978, zfilmováno v  roce 1982 – v hlavní roli Jiří Kodet)[6]
- Denár v dívčí dlani (1980): zfilmováno jako součást seriálu Kapitán Exner (2017).
- Poslední pád Mistra Materny (1987): zfilmováno jako součást seriálu Kapitán Exner (2017).
- Trable anglického šlechtice v Čechách (1991).
- Vražda ve společnosti Consus (2001).

V roce 2017 byl na televizi Prima uveden již zmíněný dvanáctidílný televizní seriál Kapitán Exner s Michalem Dlouhým v titulní roli. V rámci seriálu bylo zfilmováno celkem šest příběhů (jeden vždy dva díly), z toho pět, které dosud natočeny nebyly (Osamělý mrtvý muž, Poslední pád mistra Materny, Denár v dívčí dlani, Znamení lyry, Na dosah ruky) a podruhé román Bláznova smrt. Ve srovnání s původními knižními předlohami, které vznikly v 60. až 80. letech, je v seriálu děj přenesen do doby jeho natáčení, takže kapitán Exner zde např. používá mobil.